# Stephenie Meyer

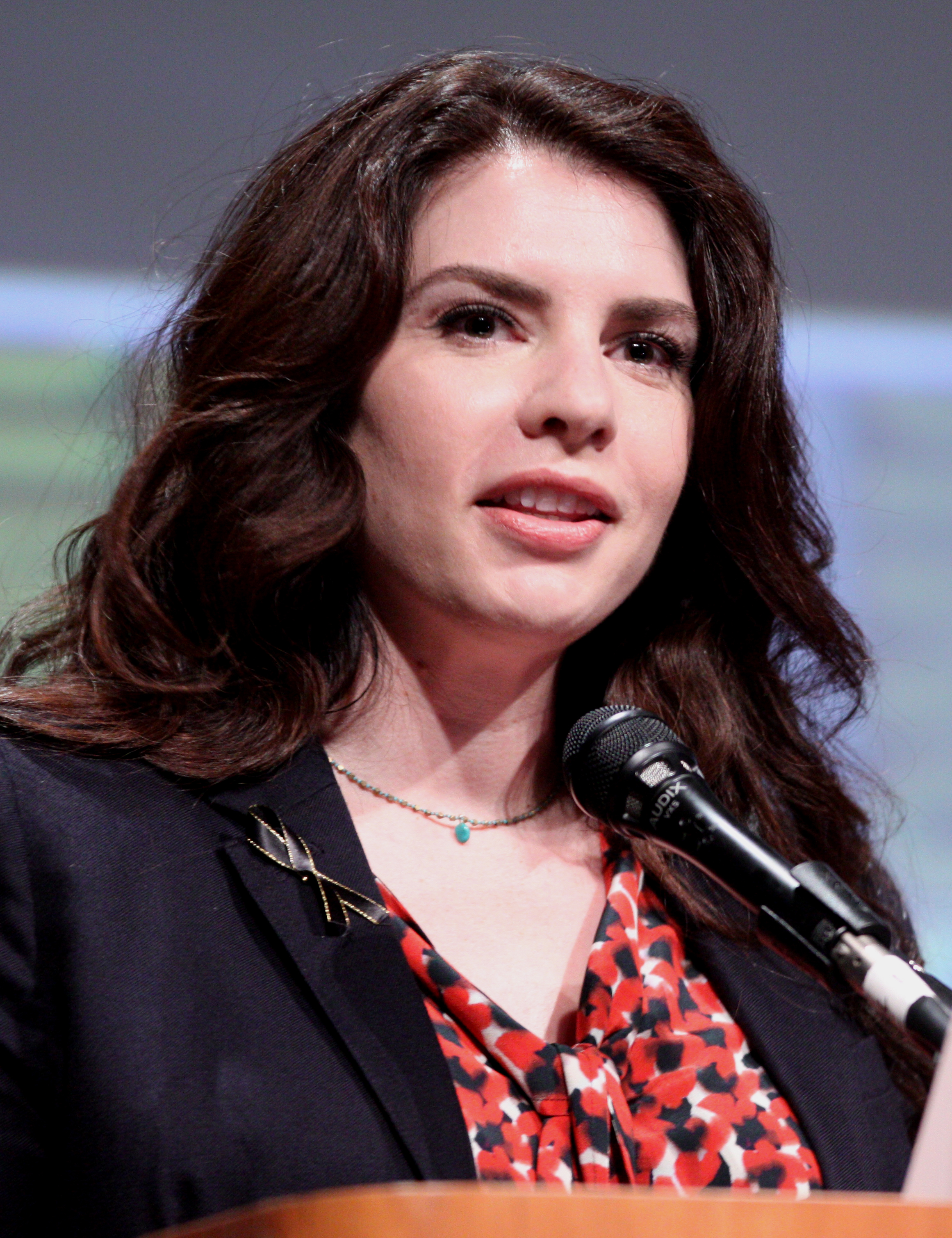
Stephenie Meyer (2012)

Autogramm von Stephenie Meyer

Stephenie Meyer [ˈmeɪɚ], geborene Morgan (* 24. Dezember 1973 in Hartford, Connecticut) ist eine US-amerikanische Schriftstellerin. Von ihrer Twilight-Tetralogie wurden weltweit rund 155 Millionen Bücher verkauft, davon 11 Millionen in deutscher Sprache.

## Leben
Stephenie Meyer ist das zweitälteste von insgesamt sechs Kindern. Die ungewöhnliche Schreibweise ihres Namens entstammt dem Namen ihres Vaters, Stephen. Im Alter von vier Jahren zog Meyer mit ihrer Familie nach Phoenix, Arizona, wo sie aufwuchs und auch heute noch lebt. Sie besuchte die Highschool in Scottsdale, Arizona und studierte mit einem Stipendium für Englisch an der Brigham Young University in Provo, Utah. Meyer ist seit 1994 mit ihrem Jugendfreund Christian verheiratet und hat drei Söhne.
Meyer ist Mitglied der Kirche Jesu Christi der Heiligen der Letzten Tage (Mormonen), was laut eigener Aussage auf ihrer offiziellen Website einen großen Einfluss auf ihr Leben und Schreiben hat.
Bekannt wurde sie durch die Bis(s)-Jugendbuchreihe über die Beziehung zwischen Isabella (genannt Bella) Swan, einer Highschool-Schülerin, und Edward Cullen, einem Vampir. Die Geschichte wird größtenteils aus der Ich-Perspektive Bellas erzählt.
Der erste Band Twilight (deutscher Titel Bis(s) zum Morgengrauen) erschien am 5. Oktober 2005 und wurde ein internationaler Bestseller. Die Grundidee zur Handlung von Twilight basiert auf einem Traum vom 2. Juni 2003, der Meyer veranlasste, ihr Buch zu schreiben. Sie sah, wie sich ein junges Mädchen und ein Vampir auf einer Lichtung trafen und unsterblich ineinander verliebten. Diese Geschichte findet sich in Kapitel 13 von Twilight wieder. Meyer wählte den Namen Bella, weil sie ihre Tochter immer so nennen wollte.
Der zweite Band New Moon (deutscher Titel Bis(s) zur Mittagsstunde) erschien im September 2006 und hielt sich über 30 Wochen auf Platz 1 der New-York-Times-Bestsellerliste. Der dritte Teil Eclipse (deutscher Titel Bis(s) zum Abendrot) wurde im August 2007 veröffentlicht und war ähnlich erfolgreich.
Im Mai 2008 erschien in den Vereinigten Staaten Meyers erstes Buch, das sich laut Aussage der Autorin an erwachsene Leser richtet, der Science-Fiction Roman The Host (deutscher Titel Seelen).
2008 wurde die Bis(s)-Reihe aus der Sicht Jacobs und Bellas mit dem vierten Band Breaking Dawn (deutscher Titel Bis(s) zum Ende der Nacht) abgeschlossen, das Leserecho war diesmal gemischt.
Im August desselben Jahres ging sie gemeinsam mit Blue-October-Frontmann Justin Furstenfeld auf eine musikalisch-literarische Tour. Er schrieb den Song My Never (im Album Approaching Normal) für diese Tour.
Nach Abschluss der Bis(s)-Reihe arbeitete Meyer zunächst an Midnight Sun, einem zusätzlichen Band über die Ereignisse in Bis(s) zum Morgengrauen aus der Sicht Edwards. Das erste Kapitel hatte die Autorin als Teaser auf ihrer Website veröffentlicht. (Deutsche Version siehe Weblinks)
Im August 2008 gab Meyer bekannt, die Arbeit an Midnight Sun bis auf Weiteres einzustellen, da ihre Entwürfe einiger Kapitel illegal im Internet verbreitet worden seien, und stellte die vorliegenden Manuskriptentwürfe von Midnight Sun auf ihrer Website den Lesern offiziell zur Verfügung.
Im Juni 2010 erschien The Short Second Life of Bree Tanner: An Eclipse Novella (deutscher Titel Bis(s) zum ersten Sonnenstrahl – Das kurze zweite Leben der Bree Tanner), ein Spin-off-Roman zur Bis(s)-Serie.
Ende Juli 2017 wurde bekannt, dass Meyer die für 2018 geplante Fernsehserie The Rook nach dem gleichnamigen Roman von Daniel O’Malley produzieren wird.

## Veröffentlichungen
Die Bis(s)-Serie (Original: The Twilight Series)
- Bis(s) zum Morgengrauen, 2006 (OT: Twilight, 2005, ISBN 978-3-551-31660-8)
- Bis(s) zur Mittagsstunde, 2007 (OT: New Moon, 2006, ISBN 978-3-551-31661-5) (Platz 1 der Spiegel-Bestsellerliste vom 2. bis zum 22. Februar 2009)
- Bis(s) zum Abendrot, 2008 (OT: Eclipse, 2007, ISBN 978-3-551-31662-2) (Platz 1 der Spiegel-Bestsellerliste in den Jahren 2008 und 2009)
- Bis(s) zum Ende der Nacht, 2009 (OT: Breaking Dawn, 2008, ISBN 978-3-551-31663-9) (Platz 1 der Spiegel-Bestsellerliste im Jahr 2009)
- Twilight – The Graphic Novel, Volume 1, Little, Brown Young Readers, 2010 (Graphische Adaption des ersten Bandes)
- Bis(s) zum ersten Sonnenstrahl – Das kurze zweite Leben der Bree Tanner, (OT: Bree Tanner – The Short Second Life of Bree Tanner: an eclipse novella, 2010, ISBN 978-3-551-31742-1) (Platz 1 der Spiegel-Bestsellerliste vom 14. Juni bis zum 1. August 2010)
- Bis(s) in alle Ewigkeit: Twilight neu erzählt, 2015 (OT: Life and Death: Twilight Re-imagined, 2015, ISBN 978-3-646-92886-0)
- Biss zur Mitternachtssonne, 2020 (OT: Midnight Sun, 2020, ISBN 978-3-551-58446-5)

Zudem schrieb Meyer das Manuskript Forever Dawn. Es war die ursprüngliche Fortsetzung von Twilight, wurde aber nie veröffentlicht. Stattdessen schenkte sie das Werk ihrer Schwester.
Midnight Sun (deutscher Titel Edward auf den ersten Blick), das den ersten Band aus der Sicht von Edward Cullen nacherzählt, existierte lange Zeit nur in Manuskriptform. Bis 2020 wurden nur die ersten zwölf Kapitel auf der Website von Stephenie Meyer veröffentlicht. In Deutschland brachte der Carlsen Verlag 2008 eine deutsche Übersetzung als gebundene Sonderausgabe unter dem Titel Edward auf den ersten Blick heraus, die das erste Kapitel von Midnight Sun enthält. Das Buch wurde an Buchhändler verschenkt und gelangte nicht in den freien Verkauf.
Weitere Werke
- Hell on Earth (Kurzgeschichte), in: Bis in die Ewigkeit, 2010 (Original in: Prom Nights from Hell, 2007)
- Seelen, 2008 (OT: The Host, 2008, ISBN 978-3-551-31036-1)
- Die Spezialistin, 2016 (OT: The Chemist, 2016, ISBN 978-3-596-29893-8) Übers. Marieke Heimburger

## Verfilmungen
- 2008: Twilight – Biss zum Morgengrauen (Twilight)
- 2009: New Moon – Biss zur Mittagsstunde (The Twilight Saga: New Moon)
- 2010: Eclipse – Biss zum Abendrot (The Twilight Saga: Eclipse)
- 2011: Breaking Dawn – Biss zum Ende der Nacht, Teil 1 (The Twilight Saga: Breaking Dawn - Part 1)
- 2012: Breaking Dawn – Biss zum Ende der Nacht, Teil 2 (The Twilight Saga: Breaking Dawn - Part 2)
- 2013: Seelen (The Host)

## Auszeichnungen fürBis(s) zum Morgengrauen
- 2005: New York Times Editor’s Choice
- 2005: Publishers Weekly Best Book of the Year
- 2006: Buxtehuder Bulle für das beste Jugendbuch des Jahres
- 2006: ALA Best Books for Young Adults
- 2006: Top Ten Quick Picks for Reluctant Young Adult Readers
- 2007: Nominiert für den Deutschen Jugendliteraturpreis
- 2009: Nick Kids Choice Awards
- 2009: LovelyBooks.de Leserpreis in der Kategorie Romantik/Liebe/Gefühl

## Kritik
Laut dem Magazin „Time“ gehört Stephenie Meyer zu den hundert weltweit einflussreichsten Menschen. Sie schicke sich an, Nachfolgerin der „Harry Potter“-Autorin Joanne K. Rowling zu werden.
Das Deutschlandradio bezeichnet Meyers Werk als „gekonnte Mischung aus klischeehafter Liebesgeschichte und Action- bzw. Thrillermotiven, angereichert mit Fantasy- und Schauerelementen. [Meyers] Charaktere sind einfach strukturiert und stereotyp gezeichnet, ihre Sprache ist flapsig-schlicht und das Happy End vorhersehbar.“
Scharf kritisiert wird von deutschen Medien Meyers Weltsicht, die diese als „reaktionär“ bezeichnen: Laut dem ZDF-Kulturmagazin „Aspekte“ passen „Stephenie Meyers Romane […] perfekt in eine reaktionäre Weltanschauung, die in den USA weit verbreitet ist und sogar staatlich gefördert wird. Die Botschaft: Sex vor der Ehe ist gefährlich. Teenager legen ‚Keuschheits-Gelübde‘ ab. In diesem Ausmaß wäre das in Deutschland undenkbar.“ Die Welt nannte Meyers Vampirbücher „ein 1500 Seiten langes […] Plädoyer für den vorehelichen Triebverzicht“ und gleichzeitig „modern und so übersexualisiert wie ihre Gegenwart“. Die britische The Independent nannte Meyers Werk „auf schockierende Weise sexistisch“ und bezeichnete Meyers Hauptfigur Bella Swan als „leidendes, passives Opfer“.
Nach der Dissertation von Alice Fleischmann ist Bella Swan „als völlig passiver Charakter zu bezeichnen“ und fungiert als „sexualisiertes, aber unschuldiges und schützenswertes Objekt“. Laut Fleischmann wird dies deutlich, nachdem Bella nach Edwards Abreise in New Moon (Bis(s) zur Mittagsstunde) zusammenbricht, „es wird deutlich, dass er ihren einzigen Lebensinhalt darstellt. Eigene Interessen scheint sie nicht zu haben […]“. Zudem begibt sich Bella mit Jacob in eine neue Abhängigkeit, „Erst durch Jakob fühlt sich Bella, so ihre eigene Aussage, wieder lebendig“. Die Twilight-Saga entspricht der traditionell amerikanischen puritanischen Logik, dies äußere sich laut Alice Fleischmann darin, dass die Handlung um „die Befindlichkeit einer jungen Protagonistin, die mit ihrer Lust ringt“, kreist.
Auf ihrer Website wehrt sich Meyer gegen den Vorwurf, dass ihre Hauptfigur Bella Swan eine „antifeministische Heldin“ sei. Meyer selbst definiert Feminismus als „Möglichkeit zur Selbstverwirklichung“ und weist darauf hin, dass sich Bella bewusst für Liebe und Selbstaufgabe (“she chooses romantic love over everything else”) entscheidet, also ihrer Meinung nach stark und unabhängig sei.
Im August 2009 trat die 19-jährige Autorin Jordan Scott mit Vorwürfen an die Öffentlichkeit, in Breaking Dawn (Bis(s) zum Ende der Nacht) Ähnlichkeiten zu ihrem Buch The Nocturne wiederzuerkennen. Die Sprecher von Meyer weisen diese Aussagen zurück und behaupten, dass weder die Autorin noch sie jemals von dem Buch The Nocturne und dessen Autorin gehört hätten.
Kritisiert wurde die Autorin auch von Stephen King. Im Vergleich zu Rowling merkte er an:

“The real difference is that Jo Rowling is a terrific writer and Stephenie Meyer can’t write worth a darn. She’s not very good.”

„Der wahre Unterschied ist, dass Jo Rowling eine hervorragende Autorin ist und Stephenie Meyer kein bisschen schreiben kann. Sie ist nicht sehr gut.“

## Trivia
Die Stadt Forks im Bundesstaat Washington wurde durch die Twilight-Romane und deren Verfilmungen bekannt und wird von zahlreichen Fans besichtigt, was zu einem bedeutenden Wirtschaftsfaktor geworden ist. Die Stadt feiert offiziell zu Ehren der Autorin den Stephenie-Meyer-Tag.